# スノーベイビー
『スノーベイビー』（原題: Abominable）は2019年に公開されたアニメーション映画である。製作をアメリカのドリームワークス・アニメーションと中国のパール・スタジオが共同で行った米中合作作品。監督はジル・カルトン、主演はクロエ・ベネットが務めた。
少年少女とイエティの交流と冒険を描く物語で、英語原題は「Abominable（忌まわしい）」だが、イエティを意味するチベット語の「metohkangmi」の英語訳が「Abominable Snowman」である。本作は日本では劇場公開されず、ビデオスルーとして2020年6月3日に、NBCユニバーサル・エンターテイメントジャパンより、Blu-ray＆DVDを発売し、デジタル配信も開始した。

## ストーリー
上海で暮らす少女イーは、ある日の夜、自宅アパートの屋上に子供のイエティが隠れているのを発見した。イエティは捕らえられていた研究所から脱走し、故郷であるエベレストへと帰ろうとしていたのだった。ふたりは意気投合し、イーはイエティをエベレストと名付けた。エベレストの願いを叶えるため、イーは友人のジンとペンの協力を得て、ヒマラヤ行きを決意する。そんな3人と1匹に対し、コレクターのバーニッシュと動物学者のザラ博士は、貴重なイエティを捕獲すべく精鋭部隊を差し向けてくる。

## 登場人物
イー
本作の主人公。特技はバイオリン。中国横断の旅を夢見て資金を集めていたところ、イエティのエベレストを見つけて彼をうちに帰そうと旅に出る。
エベレスト
イエティの子供。ザラ博士達の研究施設に捕らえられていたところを脱出し、イーと出会う。魔法の力を使いあらゆる自然を操ることができる。
ペン
イーと同じアパートに住む少年。特技はバスケ。エベレストとは歳が近いため気が合い仲がいい。
ジン
ペンのいとこでイーの幼馴染の、ナルシストな美少年。初めは渋々イー達のヒマラヤ行きに同行していたが、徐々に心を開き、必ずエベレストを故郷へ帰すことを決意する。
バーニッシュ
猫背で低身長の老人。若かりし頃に目撃したイエティの存在を証明すべくエベレストの捕獲に奮闘する。
ザラ博士
本作の敵役。バーニッシュと手を組みイエティの捕獲に協力している。

## キャスト
※括弧内は日本語吹替声優。
- クロエ・ベネット（種市桃子） - イー
- アルバート・ツァイ（永野由祐） - ペン
- テンジン・ノルゲイ・トレイナー（熊谷健太郎） - ジン
- エディー・イザード（原康義） - バーニッシュ
- サラ・ポールソン - ザラ博士
- ツァイ・チン - ナイ・ナイ
- ミシェル・ワン - イーの母親
- ルパート・グレッグソン＝ウィリアムズ - エベレスト

## 製作・公開
2014年3月、ジル・カルトンが新作アニメ映画『Everest』の脚本執筆に取り組んでいると報じられた。しかし2016年までにカルトンは降板し、後任としてティム・ジョンソンとトッド・ワイルダーマンが起用されたが、2018年2月2日、カルトンの監督復帰が報じられ、ジョンソンは制作総指揮、ワイルダーマンは共同監督となった。
2018年3月20日、クロエ・ベネットがキャストに起用されたと報じられた。5月18日には、本作のタイトルが『Everest』から『Abominable』に変更されるとの発表があった。6月14日、アルバート・ツァイ、テンジング・ノルゲイ・トレイナー、ツァイ・チンらのキャスト入りが明らかになった。
2019年5月23日よりオフィシャル・トレイラーが公開され、9月7日に第44回トロント国際映画祭でプレミア上映された。

## 評価
本作は公開初週末に1800万ドル前後を稼ぎ出すと予想されていたが、実際の数字はそれを若干上回るものとなった。2019年9月27日、本作は全米4242館で公開され、公開初週末に2061万ドルを稼ぎ出し、週末興行収入ランキング初登場1位となった。
本作は批評家から好意的に評価されている。映画批評集積サイトのRotten Tomatoesには160件のレビューがあり、批評家支持率は81%、平均点は10点満点で6.68点となっている。サイト側による批評家の見解の要約は「どこかで見たことのある要素で構成された作品ではあるが、『スノーベイビー』は美しいアニメーションと魅力的な冒険を観客に見せてくれる。ファミリー層は楽しめるだろう。」となっている。また、Metacriticには28件のレビューがあり、加重平均値は61/100となっている。なお、本作のCinemaScoreはAとなっている。

### 九段線問題
ベトナムでは10月4日より公開されていたが、作中に中国と南シナ海諸国で領有権問題となっている九段線が描かれた地図が映ることがソーシャルメディアで広まると、ベトナムの大手映画館チェーンは13日夜に上映を中止した。
フィリピンでも公開中だったが、15日に外務大臣がドリームワークス作品のボイコットを呼びかけ、18日に政府当局によって上映が禁止された。11月7日より公開予定だったマレーシアでは、映画検閲委員会が上映の条件としてこの場面の削除を命じたが、配給元のユニバーサル・ピクチャーズが拒否したため、10月20日に公開中止が決定された。